# Arizona Opera
L'Arizona Opera è una compagnia d'opera che opera sia a Phoenix che a Tucson, in Arizona.

## Storia
L'Arizona Opera è stata fondata nel 1971 come Tucson Opera Company, sotto la guida del direttore generale fondatore James P. Sullivan ed ha presentato la sua prima produzione, de Il barbiere di Siviglia di Rossini, nel 1972. Nel 1976 la compagnia si è espansa per includere spettacoli sia a Tucson che a Phoenix. L'Arizona Opera ha ora sede permanente a Phoenix. La compagnia ha una base di circa 10.000 abbonati tratti dalle due aree metropolitane e una spesa annuale di $ 5,8 milioni, secondo il modulo IRS 2011 della società 990. Secondo il modulo 990 depositato dalla società nel 2017, le entrate per l'imposta 2016 l'anno sono state di $ 7.704.444 e le spese sono state di $ 6.211.715.
La nomina di Glynn Ross a direttore generale nel 1983 avviò un periodo di crescita durante il quale la società ampliò la sua stagione da tre a cinque produzioni. Nel 1996 e nel 1998 la compagnia fece notare mettendo in scena L'anello del Nibelungo di Wagner come festival estivo a Flagstaff, in Arizona. Ross si ritirò nel 1998 e gli successe David Speers, che aumentò la spesa per le prove, il coro e l'orchestra nel tentativo di migliorare la qualità delle produzioni della compagnia. Sotto la guida di Speers gli abbonamenti e le vendite di biglietti singoli aumentarono. Oltre alle produzioni regolari della compagnia, Speers ha portato i cantanti Samuel Ramey, Kiri Te Kanawa, Denyce Graves e Jerry Hadley in Arizona per spettacoli di recital.
Durante la stagione 2000-2001, la compagnia nominò il suo primo direttore principale, Cal Stewart Kellogg. Kellogg rimase in quella posizione fino al 2004 ed è ora direttore della Symphony of the Southwest.
David Speers lasciò la compagnia nel 2003 e fu sostituito da Joel Revzen, musicista, direttore d'orchestra e amministratore dell'organizzazione musicale di formazione Juilliard. Revzen continuò la pratica di Speers di mescolare il repertorio standard con produzioni di opere meno eseguite, ad esempio Il console di Menotti, L'Opera da tre soldi di Brecht e Weill e Semele di Händel. Revzen fu sostituito come direttore generale da Scott Altman nel 2009 e Revzen fu nominato direttore d'orchestra laureato della compagnia. Altman supervisionò la progettazione e la costruzione del nuovo complesso di uffici e di produzione della compagnia, l'Arizona Opera Center, dall'altra parte del Central Avenue rispetto al Phoenix Art Museum nel centro di Phoenix. La compagnia annunciò le dimissioni di Altman nell'aprile 2013. Il direttore artistico dell'Arizona Opera, Ryan Taylor fu nominato direttore generale ad interim alla partenza di Altman e poi direttore generale permanente nel giugno 2013. L'attuale presidente e direttore generale dell'Arizona Opera è Joseph Spectre, nominato nel maggio 2016.
Tra febbraio e maggio 2017 l'Arizona Opera ha presentato la prima mondiale dell'opera Riders of the Purple Sage di Craig Bohmler, basata sull'omonimo romanzo di Zane Grey. La produzione fu trasmessa anche a livello nazionale il 25 novembre 2017 sulla American Opera Series, Radio Network e trasmessa a livello internazionale nel 2018 tramite distribuzione all'European Broadcasting Union.
Alla fine del 2017 l'Arizona Opera annunciò un cambiamento dal loro modello di stagione tradizionale. Pur mantenendo cinque produzioni per stagione lirica, le esibizioni autunnali e primaverili sono state divise in due distinte serie di spettacoli.
L'Arizona Opera offre cinque produzioni con cinque spettacoli ciascuno per stagione. La McDougall Arizona Opera RED Series viene eseguita in autunno all'Herberger Theatre Center (802 posti) a Phoenix e al The Temple of Music and Art di Tucson (627 posti). La primaverile Main Stage Series viene presentata alla Phoenix Symphony Hall (2.312 posti) e al Tucson Convention Center Music Hall (2.289 posti).

## Relazioni lavorative
L'Arizona Opera Chorus è composto da cantanti professionisti sia di Phoenix che di Tucson. I coristi sono affiliati all'American Guild of Musical Artists (AGMA) dal 1995. La rappresentanza sindacale ha comportato miglioramenti nella compensazione del coro e nelle condizioni di lavoro e un concomitante miglioramento della qualità dei nuovi candidati coristi.
L'Arizona Opera Orchestra è composta da professionisti della musica provenienti da tre grandi città dell'Arizona, Phoenix, Tucson e Flagstaff, ed è affiliata all'American Federation of Musicians (AFM). Come per il coro la rappresentanza sindacale ha portato a miglioramenti nelle condizioni di lavoro nell'ambito di un contratto collettivo di lavoro. Nel 1998 i membri dell'orchestra hanno formato l'Arizona Opera Orchestra Musicians Association (AZOOMA) per assistere i musicisti e la compagnia.

## Direttori generali
- James P. Sullivan (1971–1981)[16]
- Richard J Woitach (1981–1983)
- Glynn Ross (1983–1998)
- David Speers (1998–2003)
- Joel Revzen (2003–2009)
- Scott Altman (2009–2013)[17]
- Ryan Taylor (2013–2016)
- Joseph Specter (2016–attuale)